# Rượu nếp cái

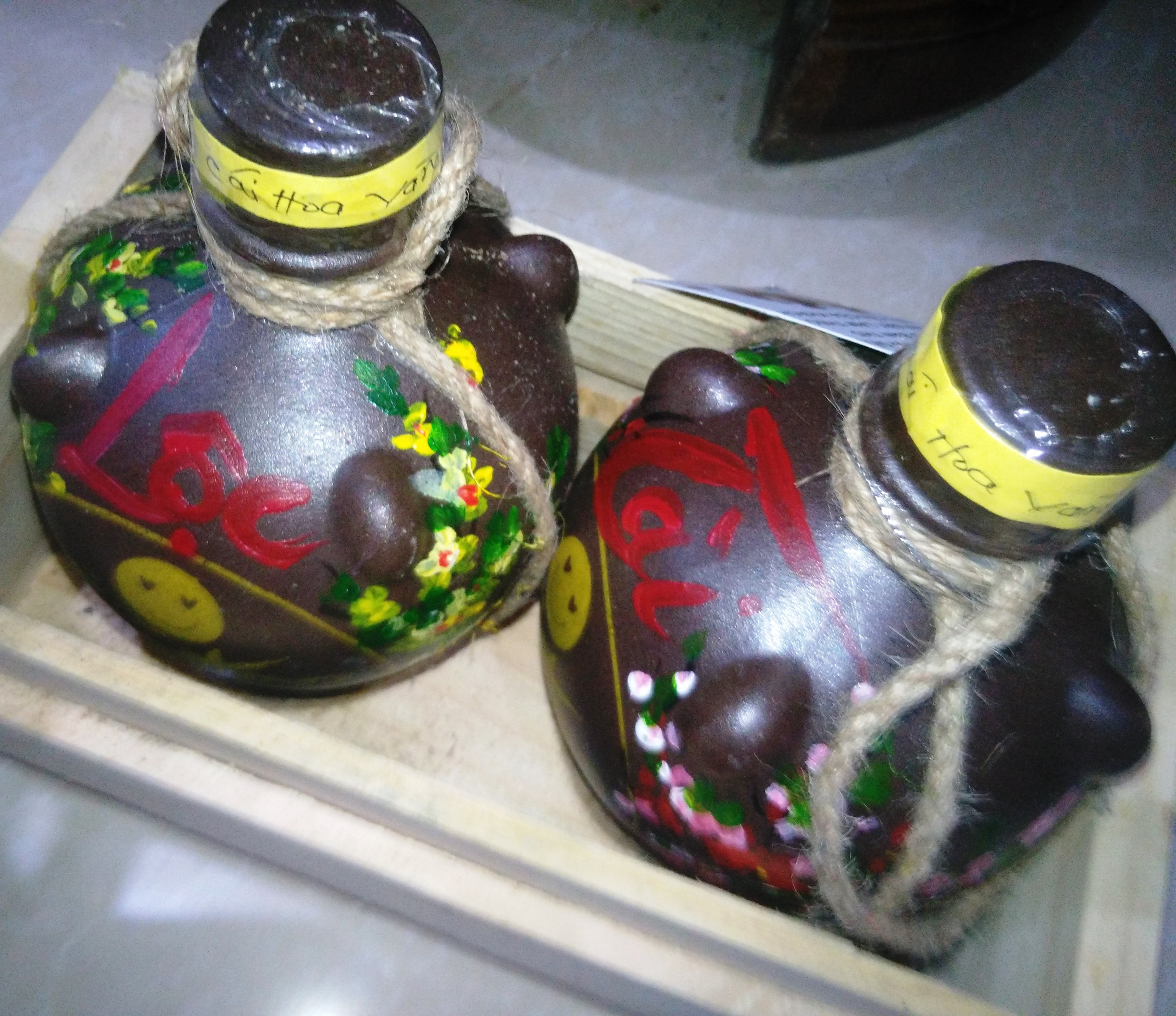
Rượu nếp cái hoa vàng ở Đông Hà

Rượu nếp cái, có nơi còn gọi là cơm rượu, là một loại đồ uống/đồ ăn có cồn không qua chưng cất, được chế biến từ gạo nếp theo cách dùng gạo nếp đồ chín thành xôi, để nguội và ủ với men rượu cho lên men thành rượu.

## Nguyên liệu
- Gạo nếp: có thể dùng nếp cẩm, nếp cái hoa vàng, tốt nhất là sử dụng gạo nếp lứt có hạt màu nâu vàng, chưa xát hết cám gạo.
- Men rượu: được làm từ nhiều loại thảo dược có đặc tính cay, nóng, nắm thành từng bánh nhỏ và ủ cho đến khi nở phồng, chuyển hóa thành một dạng nấm. Tùy nghệ nhân làm với những bí quyết riêng mà men rượu được làm từ các loại nguyên liệu khác nhau (thường có riềng, rễ cam thảo, lá ổi xanh, thuốc Bắc v.v. giã nhỏ trộn với bột gạo và vỏ trấu). Rượu nếp cái sử dụng men ngọt, loại men khác với men đắng dùng cho rượu chưng cất[1]. Tỷ lệ men và gạo thường có sự thay đổi tùy theo trọng lượng của mỗi quả men (quả men lớn có thể chỉ cần 2-2,5 quả/kg gạo, men nhỏ thì 6-8 quả/kg gạo, trung bình là 50g men/1 kg gạo); đặc tính men (tùy người làm men mà chất lượng men có khác nhau); thời tiết (trời lạnh dùng nhiều men hơn); loại gạo (gạo trắng dùng ít men hơn gạo lứt); xôi mềm hay cứng; ý đồ ủ rượu (ủ rượu để ăn rượu nếp cái dùng ít men hơn ủ để lấy rượu nếp cái đem ngâm). Men là thành phần quan trọng tác động đến hương vị và chất lượng của rượu.
- Một số loại lá có men khác như lá nhãn, lá chuối, lá ổi dùng để lót dưới đáy dụng cụ đựng nguyên liệu và phủ lên bề mặt nguyên liệu (có thể không cần).

## Quy trình thực hiện
Gạo được ngâm một thời gian sau đó để cho ráo, đãi sạch và đem đồ thành xôi chín. Dỡ ra đảo nhanh tay cho tơi nguội hoặc trụng qua nước lạnh cho các xôi gạo được tơi, sau đó lại bỏ vào chõ đồ một lượt nữa cho chín kỹ và mềm để nguyên liệu không bị "lại gạo" (khô) và được chín dẻo. Xôi chín được đổ ra rá và làm tơi.
Men tán thành bột mịn, rây bỏ trấu, rắc đều vào xôi, lưu ý nếu trời lạnh thì để xôi hơi ấm còn trời nóng thì xôi cần để nguội, tránh làm cho men bị chết. Có thể nắm xôi thành từng viên nhỏ và rắc men lên.
Rải lá lót xuống đáy dụng cụ đựng, cho xôi nếp đã trộn men vào, phủ lá lên trên. Ủ thật kín và để nơi nóng ấm khoảng chừng 25-35 độ C. Chỉ sau một hai ngày nguyên liệu đã có mùi thơm của rượu và có độ ướt do nước rượu ngọt chảy xuống dưới đáy dụng cụ chứa đựng. Nếu chưa thấy mùi thơm, cần gia thêm men.
Để càng lâu càng có nhiều nước rượu và lượng đường chuyển hóa thành lượng cồn trong nước cũng nhiều lên hơn khiến cơm rượu trở nên cay hơn. Tuy nhiên cũng không nên để quá lâu vì rượu sẽ dần bị chua, tùy theo thời tiết thường từ 3 đến 5 ngày sau đã có thể đem dùng.
Có nơi làm rượu nếp cái để ngâm chiết rượu, có thể rải men ba lần và ủ trong vòng 10 ngày. Sau đó trút thêm rượu trắng vào và vắt kiệt lấy nước bỏ xác.

## Một số dạng rượu nếp cái

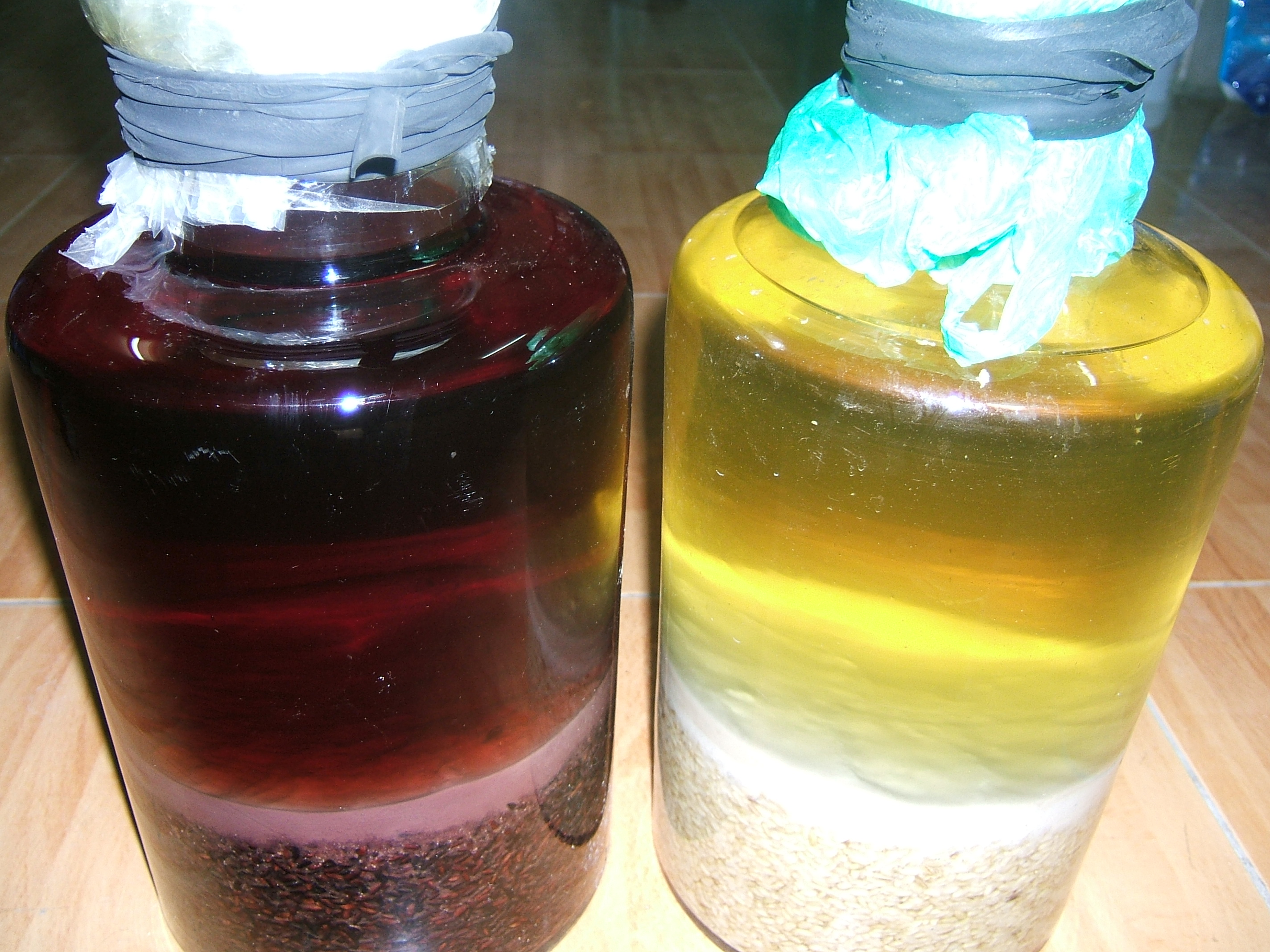
Rượu nếp cái và rượu nếp cẩm ngâm với rượu trắng

Nhiều kiểu rượu nếp cái bổ dưỡng được các dân tộc trên đất nước Việt Nam làm, với nguyên liệu chính là rượu nếp đã ủ ở trên:
- Rượu nếp cái: ăn nguyên cả nước và cái. Thường được làm và sử dụng trong ngày "giết sâu bọ" (ngày 5 tháng 5 âm lịch), rất thịnh hành đối với người Việt.
- Rượu nếp cái bổ dưỡng: dùng rượu nếp cái phối trộn với lòng đỏ trứng gà, chuối tiêu chín xắt nhỏ.
- Rượu nếp đục (còn gọi là nếp sữa) hoặc rượu nếp than (nếp cẩm): lấy nguyên liệu là rượu nếp cái cho thêm rượu trắng (rượu gạo đã chưng cất), vắt lọc bằng vải bỏ xác để lấy một hỗn hợp nước rượu trắng đục hoặc nâu tùy theo nguyên liệu là loại gạo nếp cái hoa vàng hay gạo nếp cẩm. Các quán ăn bình dân khắp ba miền, đặc biệt là các quán thịt chó, thường phục vụ món rượu nếp đục hoặc rượu nếp cẩm kiểu này cho thực khách.
- Rượu nếp quất: rượu nếp cái cho vào bình với một ít quả quất chín và trút rượu trắng vào tiếp tục ngâm. Tinh dầu từ vỏ quả quất và hương vị của các múi quất tạo cho rượu vị thơm ngon khá đặc biệt.
- Các dạng rượu cần ở Tây Bắc Việt Nam và Tây Nguyên cũng sử dụng men ủ với nếp đồ thành xôi trong bình, chèn đậy để ủ thật kỹ. Khi dùng thì trút nước lạnh vào bình cho rượu hòa lẫn nước, uống bằng các cần làm bằng ống tre, trúc nhỏ đục thông các mắt.

## Rượu nếp cái tại Việt Nam
Rượu nếp cái, đặc biệt là cơm rượu nếp cẩm, là món ăn, đồ uống bổ dưỡng với nhiều protein, lipid, các nguyên tố vi lượng và vitamin (nhất là vitamin B1), nên được ưa chuộng tại nhiều nơi.
Trong phong tục của người Việt, ngày lễ tết 5 tháng 5 âm lịch còn gọi là ngày "giết sâu bọ", người dân thường làm rượu nếp cái để ăn.